# کرخ شاپور

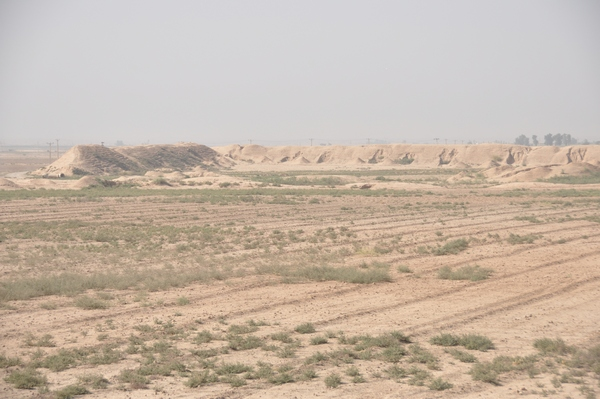
سایت ایوان کره شاپور

کرخ شاپور، همچنین به نام‌های کرخا و کرخ معروف است، یکی از چهار شهر بزرگ ساسانیان در خوزستان بود.  این شهر توسط شاپور دوم ساخته یا بازسازی شده بود.  او قصری زمستانی در این شهر تأسیس کرده بود. 